# Eustrophopsis ochraceus
Eustrophopsis ochraceus là một loài bọ cánh cứng trong họ Tetratomidae. Loài này được Motschulsky miêu tả khoa học đầu tiên năm 1872.